# Los Corralillos
Los Corralillos är en ort i Mexiko.   Den ligger i kommunen Carlos A. Carrillo och delstaten Veracruz, i den sydöstra delen av landet, 400 km öster om huvudstaden Mexico City. Los Corralillos ligger 9 meter över havet och antalet invånare är 101.
Terrängen runt Los Corralillos är mycket platt. Runt Los Corralillos är det ganska glesbefolkat, med 48 invånare per kvadratkilometer. Närmaste större samhälle är Cosamaloapan de Carpio, 12,6 km nordväst om Los Corralillos. Trakten runt Los Corralillos består till största delen av jordbruksmark.